# Juliana Sportpark
Het Juliana Sportpark is een sportpark gelegen in 's-Gravenzande in de Nederlandse gemeente Westland. Onderdeel van dit sportpark zijn verschillende sportfaciliteiten. Het Juliana Sportpark werd in gebruik genomen op 14 augustus 1965 en heeft als bijnaam "Wembley van het Westland".
Op het Juliana Sportpark zijn de volgende sportverenigingen gevestigd:
- FC 's-Gravenzande - voetbal
- Ondo - korfbal
- LTC 's-Gravenzande - tennis
- 's-Gravenboules - jeu de boules

Ook wordt er gezwommen in het aldaar gelegen Zwembad Maesemunde door ZV Westland. 
Naast het sportpark is de Racket & Party Centrum 's-Gravenzande gevestigd, hier zijn vier overdekte tennisbanen en vier squashbanen.